# Spider-Man: The Sinister Six
Spider-Man: The Sinister Six es un videojuego de acción-aventura de 1996 desarrollado por Brooklyn Multimedia y Hypnotix, y publicado por Byron Preiss Multimedia Company para DOS y Windows. Está basado en el superhéroe Spider-Man de Marvel Comics.

## Trama
The Sinister Six presenta al superhéroe Spider-Man que se trepa por las paredes, tratando de derrotar a seis de sus archienemigos, Los Sinister Six: Dr. Octopus, Hobgoblin, Shocker, Chameleon, Mysterio y Vulture.

## Jugabilidad
El jugador controla tanto a Spider-Man como a su alter ego Peter Parker.
En el fondo, este es un juego de aventuras. Consiste en conversar con personas y resolver acertijos. De vez en cuando, el jugador debe elegir qué evento presentado perseguirá, dirigiendo la narrativa de una forma u otra. Son posibles seis líneas argumentales y resultados diferentes. Los rompecabezas son del tipo "descifrar el código" o "descifrar el mensaje".
Cada vez que se encuentra a un miembro de The Sinister Six, se debe ganar un minijuego de lucha contra jefes. Es posible practicar estas secuencias de combate sin jugar el juego principal.